# Alojz Svete
Alojz Svete, slovenski dramski igralec, * 7. junij 1963, Ljubljana.

## Življenjepis
Po končani srednji šoli je na Filozofski fakulteti v Ljubljani študiral germanske jezike. Leta 1986 se je vpisal na Kraljevo akademijo za dramsko in glasbeno umetnost (London academy of music & dramatic art) v Londonu. Leta 1988 je opravil sprejemni izpit za študij dramske igre in umetniške besede na Akademiji za gledališče, radio, film in televizijo Univerze v Ljubljani, kjer je pod mentorstvom Dušana Mlakarja in Kristjana Mucka diplomiral leta 1991.
Takoj po koncu akademije je postal član igralskega ansambla Slovenskega stalnega gledališča v Trstu. Leta 1993 se je zaposlil v Drami Slovenskega narodnega gledališča Maribor, leta 2001 pa postal član ansambla SNG Drama Ljubljana. Leta 2016 je za eno znova postal član mariborske Drame. Vseskozi aktivno sodeluje tudi z neinstitucionalnimi gledališči (Špas teater idr.). Na AGRFT poučuje govor.

### Film in televizija
Svete je vseskozi prisoten tudi v filmih in na televiziji. Med njimi so filmi Babica gre na jug, Ljubljana je ljubljena ter televizijske serije Vrtičkarji in Lepo je biti sosed.